# Earth Mama
Earth Mama ist ein Filmdrama von Savanah Leaf, das im Januar 2023 beim Sundance Film Festival seine Premiere feierte und im Juli 2023 in die US-Kinos kam.

## Handlung
Gia ist schwanger, und bereits ihr Sohn und ihre Tochter sind in Pflegefamilien untergekommen. Die junge Mutter befürchtet, man werde ihr nach der Geburt auch dieses Kind wegnehmen. Gia wurde von einem Gericht zu Berufsberatungsstunden verdonnert, doch das Geld, das sie in ihrem Job in den paar Stunden in der Woche verdient, reicht kaum, um über die Runden zu kommen.

## Produktion
Regie führte Savanah Leaf, die auch das Drehbuch schrieb. Es handelt sich um ihren Debütfilm.
Die Filmmusik komponierte Kelsey Lu. Das Soundtrack-Album mit insgesamt 25 Musikstücken wurde Mitte Dezember 2024 von A24 Music als Download veröffentlicht.
Der Film feierte am 20. Januar 2023 beim Sundance Film Festival seine Premiere. Anfang April 2023 erfolgten Vorstellungen im Rahmen der Reihe New Directors / New Films, einem gemeinsamen Filmfestival des New Yorker Museum of Modern Art und der Film Society of Lincoln Center. Mitte April 2023 wurde der Film beim San Francisco International Film Festival vorgestellt. Im Juni 2023 wurde er beim Provincetown International Film Festival und beim Nantucket Film Festival gezeigt. Ende Juni 2023 wurde er auch beim Filmfest München vorgestellt. Am 7. Juli 2023 kam Earth Mama in ausgewählte US-Kinos. Im August 2023 wurde er beim Melbourne International Film Festival gezeigt. Zwischen Juli und September 2023 wurde Earth Mama im Rahmen des New Zealand International Film Festivals gezeigt und im Oktober 2023 beim London Film Festival. Im Dezember 2023 wurde er als Abschlussfilm von Around the World in 14 Films gezeigt.

## Rezeption

### Kritiken
Der Film konnte 96 Prozent der bei Rotten Tomatoes aufgeführten Kritiker überzeugen und erhielt hierbei eine durchschnittliche Bewertung von 7,7 der 10 möglichen Punkte. Bei Metacritic erhielt der Film einen Metascore von 84 von 100 möglichen Punkten.
Ryan Lattanzio schreibt in seiner Kritik bei IndieWire, jeder Film, der sich mit der Bürokratie befasst, die es im System von Pflegeverhältnissen gibt, riskiere, zum Melodram zu werden oder in Klischees abzurutschen, doch Earth Mama vermeide dies. Tia Nomore sei in ihrer Performance in der Rolle von Gia ein Wunder des Naturalismus. Savanah Leafs Entscheidung, die Hauptrolle mit einer Laiendarstellerin zu besetzen, verleihe Earth Mama eine ähnlich hypnotische doku-realistische Kraft, wie Filme von Ken Loach.

### Auszeichnungen
BFI Awards 2023
- Auszeichnung mit dem Filmmaker Award (Savanah Leaf)[15]

Black Reel Awards 2024
- Nominierung als Bester Independent-Film
- Nominierung für das Beste Debütdrehbuch (Savanah Leaf)
- Nominierung als Beste Nachwuchsschauspielerin (Tia Nomore)
- Nominierung für die Beste Kamera (Jody Lee Lipes)[16]

British Academy Film Awards 2024
- Auszeichnung für die Beste Nachwuchsleistung (Savanah Leaf, Shirley O’Connor & Medb Riordan)

British Independent Film Awards 2023
- Nominierung für die Beste Lead Performance (Tia Nomore)
- Auszeichnung als Beste Nachwuchsregisseurin für den Douglas Hickox Award (Savanah Leaf)
- Nominierung für das Beste Casting (Salome Oggenfuss, Geraldine Barón und Abby Harri)

Filmfest München 2023
- Nominierung im Wettbewerb Cinevision[17]

Independent Spirit Awards 2024
- Nominierung als Bester Debütfilm
- Nominierung für die Beste Nachwuchsleistung (Tia Nomore)[18]

London Film Festival 2023
- Nominierung im First Feature Competition[10]

Melbourne International Film Festival 2023
- Nominierung für den Bright Horizons Award[19]

National Board of Review Awards 2023
- Aufnahme in die „Top-Ten-Independentfilme“[20]

San Francisco International Film Festival 2023
- Nominierung für den New Director Award (Savanah Leaf)
- Auszeichnung mit dem Publikumspreis – Narrative Feature[21][22]